# Шиншилла (пісня)
«Шиншилла»  — пісня української співачки Тіни Кароль з її четвертого студійного альбому «9 жизней». Як сингл випущений 28 січня 2010 року. Через 3 роки був перевипущен як новий сингл під назвою «Вьюга- зима»

## Опис
Пісня «Шиншила» — стала третим синглом альбому «9 жизней» Тіни Кароль. Автори пісні — Т. Міронова та К.Веретенніков.

## Відеокліп
Режисером кліпу виступив Сергій Солодкий .

Зйомки проходили в Києві і зайняли всього десять годин. Правда, незвичайним залишається той факт, що знімали нове відео вночі.
«Річ у тому, що було прийнято рішення відмовитися від теми хутра, але все-таки назву пісні має на увазі під собою присутність в кадрі шиншил, — говорить режисер кліпу Сергій Солодкий. — Як виявилося, ці звірятка вдень сплять, і проявляють активність тільки вночі. Оскільки шиншили практично увесь кліп є присутніми в кадрі, робота над відео почалася пізно увечері і продовжилася до ранку»
Тіна Кароль з'являється в новому відео у брючному костюмі: у болеро від Victor&Rolf і брюках від Daniella Callcatera. Образ співачки доповнюють діамантові сережки і браслет з вкрапленням флуоресцентних каменів.
Презентація кліпу і пісні відбудеться в один день: телепрем'єра нового кліпу запланована на каналі М1, а «Русское Радио» за традицією презентує саму пісню. Також відбулася інтернет-прем'єра на національному інтернет-порталі «УКРНЕТ»

## Вьюга-зима
25 січня 2013  року Тіна Кароль перевипустила сингл разом з новим відеокліпом під назвою «Вьюга- зима» в якому показала прекрасний стиль і струнку фігуру.
Режисером відео став відомий естонський кліпмейкер Хіндрек Маасік, добре знайомий російським глядачам по своїх роботах на пісні «Дискотеки Аварії», Тані Терешиной, Жанни Фриске і багатьох інших популярних виконавців.

За його словами, основна ідея кліпу в самій Тіні:
«Ми не стали придумувати сюжети і будувати декорації, все в кліпі зосереджено на самій співачці, її шармі, харизмі, голосі і сексуальності. Ми навмисно відмовилися від натурної зйомки. Кліп витриманий в стилі мінімалізму. Хотілося, щоб неймовірну енергію співачки відчув кожен через екран телевізора без всяких відволікаючих»

## Список композицій
| Цифрове завантаження, стримінг | Цифрове завантаження, стримінг | Цифрове завантаження, стримінг | Цифрове завантаження, стримінг | Цифрове завантаження, стримінг |
| #                              | Назва                          | Автор слів                     | Автор музики                   | Тривалість                     |
| ------------------------------ | ------------------------------ | ------------------------------ | ------------------------------ | ------------------------------ |
| 1.                             | «Шиншилла»                     | Т. Міронова · К. Веретенніков  | Т. Міронова · К. Веретенніков  | 2:51                           |

| Цифрове завантаження, стримінг | Цифрове завантаження, стримінг | Цифрове завантаження, стримінг | Цифрове завантаження, стримінг | Цифрове завантаження, стримінг |
| #                              | Назва                          | Автор слів                     | Автор музики                   | Тривалість                     |
| ------------------------------ | ------------------------------ | ------------------------------ | ------------------------------ | ------------------------------ |
| 1.                             | «Вьюга-зима»                   | Т. Міронова · К. Веретенніков  | Т. Міронова · К. Веретенніков  | 3:18                           |

## Live виконання
2011 р. -«Шиншилла» — сольний концерт в Києві
2014 р. -«Шиншилла» — Фільм «Сила любові та голоса»
2015 р. -«Шиншилла» — музична вистава «Я все еще люблю»